# Луговой, Дмитрий Сергеевич
Дмитрий Сергеевич Луговой (1928, Полтавский округ — ????) — бригадир строителей, Герой Социалистического Труда.

## Биография
Родился 20 октября 1928 года в селе Михайловка Первая Котелевского района Полтавского округа (ныне Полтавской области).
В середине 1950-х годов трудился бригадиром плотников строительного управления № 8 треста «Сталиншахтострой» Министерства строительства предприятий угольной промышленности Украинской ССР в Сталинской области.
Указом Президиума Верховного Совета СССР от 26 апреля 1957 года за выдающиеся успехи в деле строительства предприятий угольной промышленности Луговому Дмитрию Сергеевичу присвоено звание Героя Социалистического Труда с вручением ордена Ленина и золотой медали «Серп и Молот».
Этим же указом званием Героя Социалистического Труда были награждены управляющий трестом «Сталиншахтострой» Дмитрий Степанович Прокопьев, бригадиры треста Константин Тимофеевич Засько, Александр Александрович Иванов, Парфирий Матвеевич Межерич, Григорий Ильич Павлюченко и Фёдор Дмитриевич Пичкарёв.
C 1958 года работал бригадиром комплексной строительной бригады. Работал на стройках Донбасса.
Проживал в Донецке. С 1979 года — персональный пенсионер союзного значения. Дата смерти не установлена. 

## Награды
- медаль «Серп и Молот» (26.04.1957)
- орден Ленина (26.04.1957)

## Память
В центре пгт Котельва Герою на Аллее славы установлена мемориальная стела (с ошибочно указанным отчеством Филиппович).